# Nouvelle Gabon Mining
Nouvelle Gabon Mining, (NoGa Mining) est une société minière basée au Gabon, fondée en 2013, filiale du groupe indien Coalsale Group.

## Histoire
Auparavant détenu par BHP Billiton, le gisement de Manganèse de Franceville a été cédé en 2013 au groupe indien Coalsale. Les deux premières années sont consacrées à la mise en place de la première unité de production et à la mise en place de la logistique pour évacuer le minerai. En effet, NoGa Mining a dû construire une gare et signer un accord avec la Setrag pour l’acheminement de son minerai. Elle a aussi dû s’assurer de son alimentation en électricité avant d’entrer en production.
Les premières tonnes de manganèse produites sur le site de Franceville sont exportées à la fin de l’année 2015. En 2017, NoGa Mining ouvre une usine de traitement du manganèse à Biniomi près de Franceville, la deuxième du pays après celles inaugurée par la Comilog deux ans auparavant. 
En 2017, NoGa Mining lance la seconde phase de son projet de transformation à Biniomi ainsi que la préparation d’une nouvelle mine à Okondja. Ces projets pourraient porter la production annuelle de la société à 1,7 million de tonnes de manganèse

## Voir Aussi
- Comilog
- Société équatoriale des mines